# Polyméca
Die Polyméca ist ein französisches Netzwerk von Ingenieurschulen, das aus sieben Grandes Écoles besteht, die Ingenieurwissenschaften und Mechanik unterrichten.

## Mitglieder
- Supméca
- SeaTech
- École d’ingénieurs ENSIL-ENSCI
- École Nationale Supérieure de Techniques Avancées de Bretagne (ENSTA Bretagne)
- École nationale supérieure de mécanique et d’aérotechnique (ISAE-ENSMA)
- École nationale supérieure de mécanique et des microtechniques (ENSMM)
- École nationale supérieure d’électronique, informatique, télécommunications, mathématique et mécanique de Bordeaux (ENSEIRB-MATMECA)[2]